# GNU Mailutils
GNU Mailutils est une suite logicielle comprenant un ensemble d'utilitaires, de programmes et de bibliothèques pour le traitement des courriels (e-mails). Elle constitue un environnement de développement, ou framework, distribué sous licence GNU GPL.

## Movemail
Mailutils movemail est un agent de récupération de courrier (en) à part entière qui peut facilement être utilisé pour récupérer du courrier à partir de serveurs distants. C'est également un outil polyvalent pour convertir le courrier électronique entre différents formats de boîtes aux lettres, ce qui présente un intérêt particulier pour les administrateurs système.
Le programme était initialement destiné à remplacer la version movemail de GNU Emacs. Son but principal était de déplacer les messages électroniques d'une boîte aux lettres UNIX à une autre.